# Ryota Noguchi
Ryota Noguchi (野口 遼太 Noguchi Ryota?), född 24 juni 1986 i Kagawa prefektur, är en japansk fotbollsspelare.
Han spelade för Kamatamare Sanuki. Han spelade 85 ligamatcher för klubben.